# Bugs Bunny e la festa di Halloween
Bugs Bunny e la festa di Halloween (Bugs Bunny's Howl-oween Special) è uno speciale televisivo d'animazione dei Looney Tunes, trasmesso sulla CBS il 26 ottobre 1977. Lo speciale, incentrato su Halloween, è composto da spezzoni di nove cortometraggi Looney Tunes e Merrie Melodies uniti da sequenze di raccordo dirette da David Detiege per la DePatie-Freleng Enterprises.

## Trama
Il nipote di Daffy Duck incontra la Strega Hazel mentre fa dolcetto o scherzetto. Daffy non crede a suo nipote e inizia a dirigersi a casa della strega per dimostrargli che si sbaglia. Nel frattempo, Bugs Bunny, vestito con lo stesso costume da strega del nipote di Daffy, arriva anch'egli a casa di Hazel mentre fa dolcetto o scherzetto. La strega lo invita per il tè, ma Bugs si toglie il costume e se ne va dicendo di preferire il tè del suo dottore. Si scopre che il dottore di cui parlava Bugs non è altro che il dottor Jekyll, e Bugs si trova inevitabilmente faccia a faccia con il signor Hyde. Intanto Silvestro sogna di incontrare Titti dopo che ha bevuto anche lui la pozione di Hyde. Bugs si imbatte nella pozione e, credendo che sia il tè del dottore, ne beve un po' e torna da Hazel come un mostro. La strega scambia la nuova forma di Bugs per un altro costume e lo riporta alla normalità, facendolo svenire. Dopo aver tentato di aggiungere insetti al suo stufato, Hazel insegue Bugs fino a un antico castello dove il coniglio riesce a liberarsi di lei. Più tardi, Hazel trasforma Speedy Gonzales nella sua copia esatta in modo che lei possa prendersi una vacanza, nonostante Speedy non sia molto bravo a comportarsi come una strega. Il topo sostituisce la strega mentre Daffy cerca di dimostrare a suo nipote si sbaglia, e prepara un tè che trasforma Daffy in una strana creatura. Quando Hazel torna e vede cosa è successo, riporta Speedy e Daffy alla normalità.
Bugs incontra di nuovo Hazel dopo che la strega ha trasformato la sua casa in un hotel, dicendole che non è impressionato dai suoi incantesimi. La strega decide di fare un incantesimo su Silvestro, che deve passare la notte nell'hotel con Porky Pig affrontando dei topi assassini. Alla fine, Silvestro non ce la fa più e fugge dall'hotel. Bugs, ora impressionato dalla magia di Hazel, le dà la pozione di Hyde e lascia l'hotel. Dopo aver bevuto la pozione, la strega si trasforma nel conte Bloodcount e perseguita Bugs mentre sta esplorando l'hotel. Bugs però riesce a ripristinare inconsapevolmente Hazel alla sua forma naturale, e lei lo insegue finché il coniglio non le lancia addosso una polvere magica che la trasforma in una coniglietta. I due si innamorano e festeggiano Halloween bevendo lo stufato dal calderone di Hazel, ma Bugs commenta che manca di sale.

## Cortometraggi utilizzati
I cortometraggi utilizzati per produrre lo speciale sono, nell'ordine:
- Esistono le streghe? (1966) – prima parte
- Il coniglio nei guai (1956)
- Attenti al mostro (1955) – prima parte
- Troppo grande per essere vero (1960)
- Attenti al mostro – seconda parte
- Il coniglio tuttofare della strega (1959)
- Esistono le streghe? – seconda parte
- Un posticino tranquillo (1954) e La fifa fa novanta (1948)
- Il conte succhiasangue (1963)
- La polvere magica (1954)

## Personaggi e doppiatori
| Personaggio     | Doppiatore originale | Doppiatore italiano |
| --------------- | -------------------- | ------------------- |
| Bugs Bunny      | Mel Blanc            | Willy Moser         |
| Daffy Duck      | Mel Blanc            | Franco Latini       |
| Gatto Silvestro | Mel Blanc            | Franco Latini       |
| Speedy Gonzales | Mel Blanc            | Franco Latini       |
| Porky Pig       | Mel Blanc            | Massimo Rossi       |
| Nipote di Daffy | Mel Blanc            | Massimo Rossi       |
| Titti           | Mel Blanc            | Liliana Sorrentino  |
| Dottor Jekyll   | Mel Blanc            | Silvio Anselmo      |
| Strega Hazel    | June Foray           | Francesca Palopoli  |

## Edizione italiana
L'edizione italiana dello speciale fu trasmessa su Rete 1 il 30 ottobre 1981. Il doppiaggio fu eseguito dalla Mops Film e diretto da Willy Moser.

## Edizioni home video
Lo speciale fu distribuito in VHS in America del Nord nel 1991; fu poi inserito, insieme a Bugs Bunny's Creature Features, nella VHS Bugs Bunny's Halloween Hijinks uscita il 22 agosto 2000. Fu distribuito in DVD-Video in America del Nord il 7 settembre 2010; il DVD, distribuito in Italia il 7 dicembre in coppia con Bugs Bunny: Le pazze storie di Natale, include come extra un puzzle interattivo e il cortometraggio La lepre che drizza i capelli (in inglese sottotitolato). Lo speciale è stato inserito anche nel DVD Looney Tunes: Holiday Triple Feature, uscito in America del Nord il 1º settembre 2020.